# Tejo de Barondillo

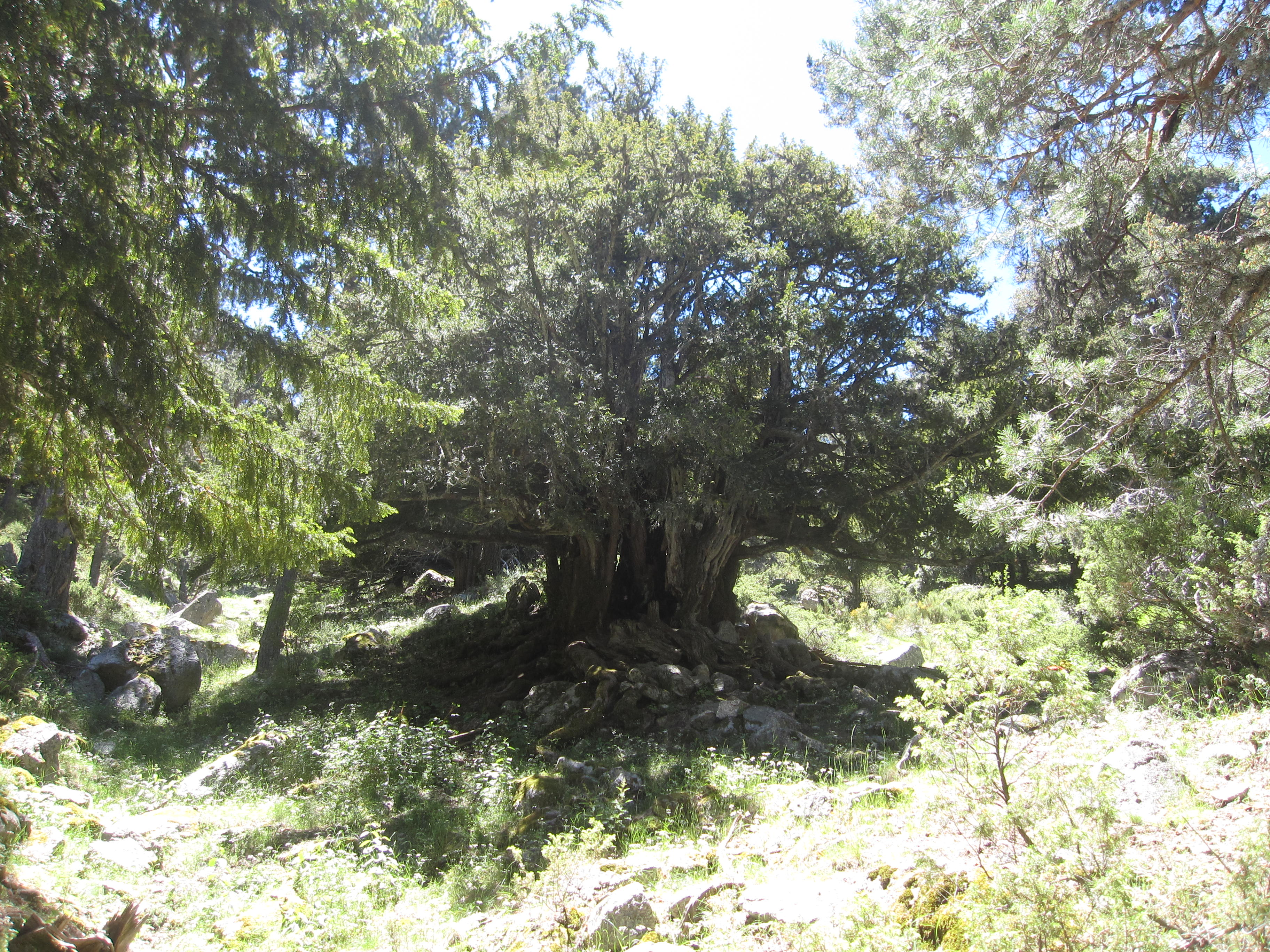
Tejo de Barondillo, de unos 2000 años.

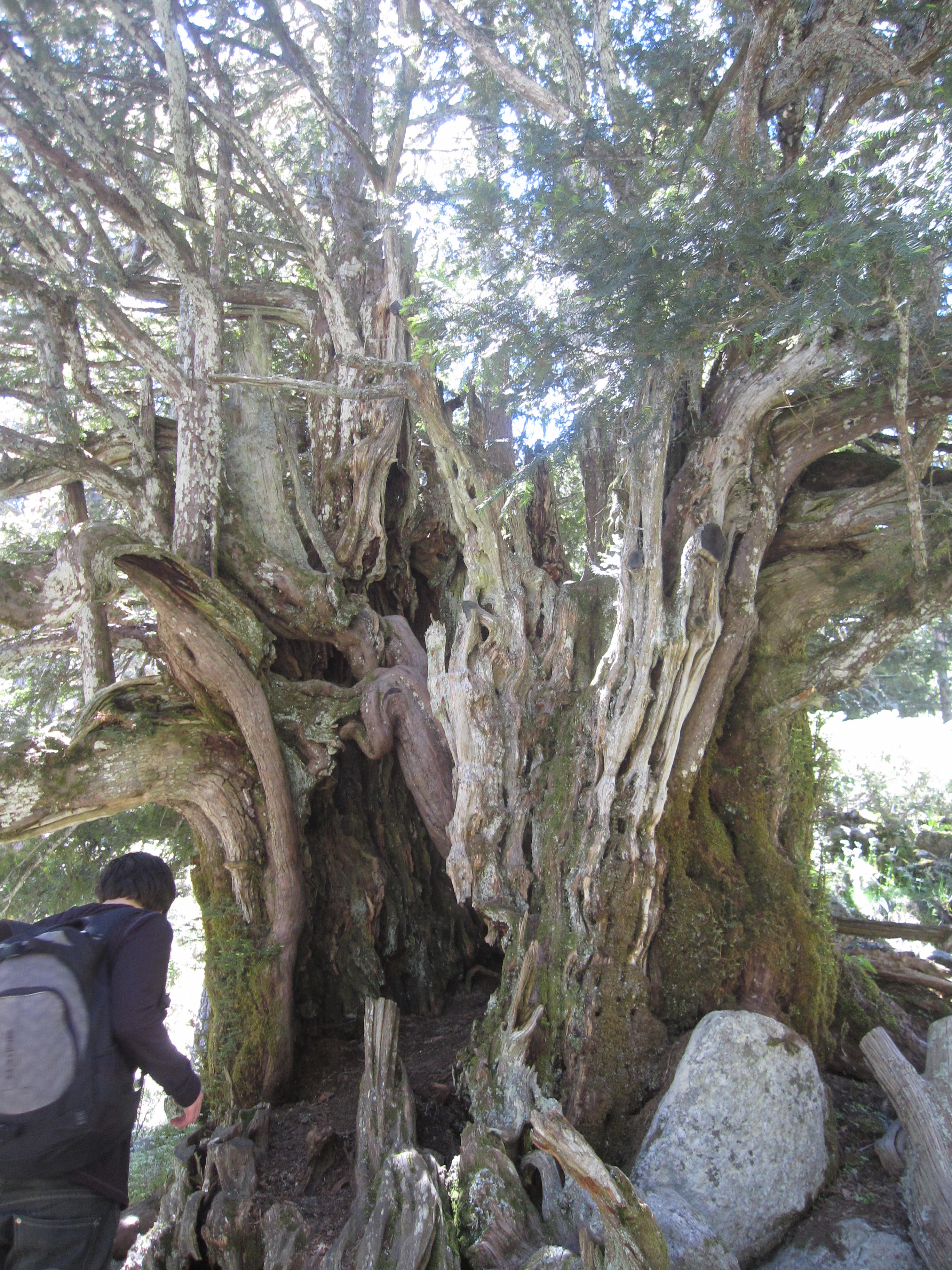
Tronco del tejo, de unos cuatro metros de diámetro.

El tejo de Barondillo, también conocido como tejo del arroyo de Barondillo o Valhondillo, es un árbol milenario situado en la Sierra de Guadarrama, en el noroeste de la Comunidad de Madrid (España).

## Características
Es un ejemplar de tejo común o europeo (Taxus baccata) y se calcula que tiene una edad comprendida entre los 1500 y los 2000 años, lo que le convierte en el ser vivo más viejo de la Comunidad de Madrid y de la Sierra de Guadarrama. Se ubica en la zona alta del Valle del Lozoya, concretamente junto al arroyo de Barondillo o Valhondillo (afluente del río Lozoya), a 1630 m s. n. m., en la cara norte de la Loma de Pandasco y en el término municipal de Rascafría.
El tejo tiene un tronco hueco de unos 3 metros de diámetro, goza de buena salud y se le han realizado sucesivas podas de ramas enfermas. Tiene una altura de 8 metros, una copa de 15 metros de anchura y 9,10 metros de perímetro de tronco. En 1985 fue protegido por la Comunidad de Madrid al entrar en el catálogo de especies protegidas en la categoría de árboles singulares.
Su ubicación en la cara norte de la montaña, en un denso bosque de pino silvestre y en una zona bastante recóndita son factores que han beneficiado su extraordinaria longevidad. Este árbol es el más viejo de un conjunto de tejos milenarios y centenarios de gran porte que se distribuyen en su entorno cercano.

## Bibliografía

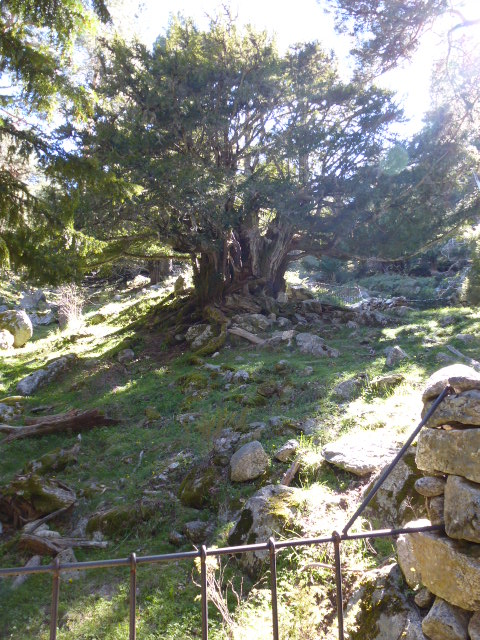
El Tejo en primavera
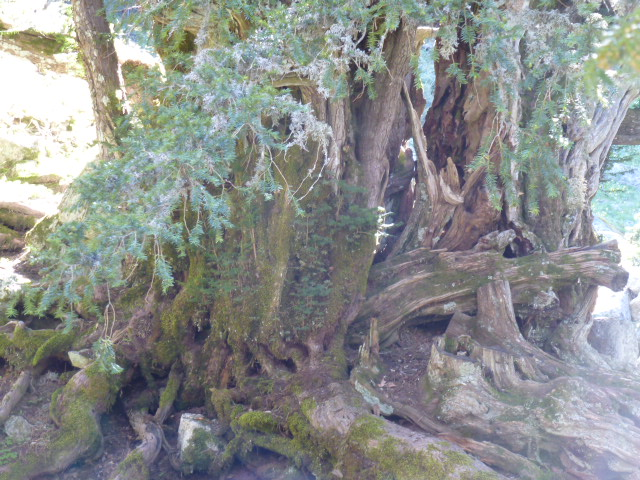
La base del tronco
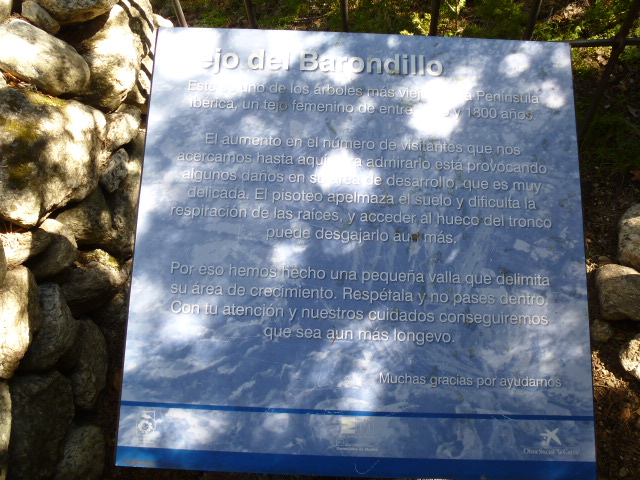
Área protegida alrededor del Tejo
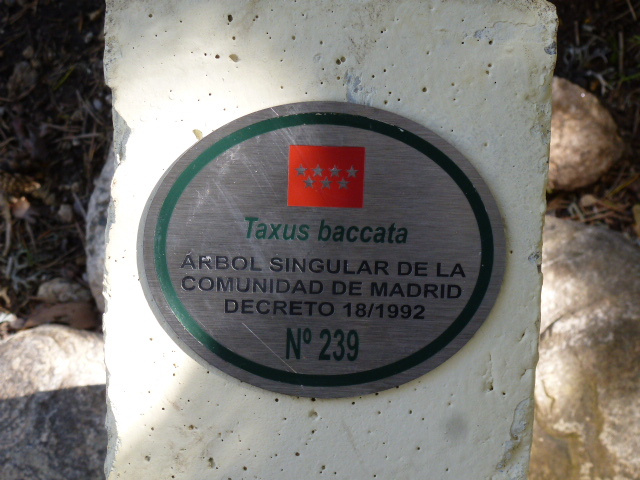
Árbol singular de la Comunidad de Madrid